# Дубровачка улица (Земун)
| Дубровачка улица           | Дубровачка улица      |
| -------------------------- | --------------------- |
|                            |                       |
| Општина                    | Градска општина Земун |
| Почетак                    | Улица Главна          |
| Крај                       | Улица Рабина Алкалаја |
| Дужина                     | 130 m                 |
|                            |                       |
|                            |                       |
| Поглед на Дубровачку улицу |                       |

Дубровачка улица је београдска улица која се налази у општини Земун. Улица је добила назив по граду Дубровник.

## Улица
Улица се протеже југо-западно од улице Главна па све до улице Рабина Алкалаја секући Светосавску улицу.

## Архитектура
На углу Главне и Дубровачке улице налази се кућа са сунчаним сатом која представља непокретно културно добро као споменик културе. Кућа са сунчаним сатом је репрезентативна угаона стамбено-пословна једноспратна грађевина, подигнута 1823. године и дограђена према Дубровачкој улици 1908. године са обједињеном фасадом. Кућа поседује сунчани часовник који је оријентисан према Дубровачкој улици и који даје значај кући.

## Галерија
- Фасада из Главне улице
- Фасада из Дубровачке улице
- Детаљ угла из Дубровачке улице
- Детаљ угла из Главне улице
- Детаљ фасаде из Главне улице